# Capricciosa (film)
Capricciosa är en svensk dramafilm från 2003, regisserad av Reza Bagher.

## Handling
Filmen handlar om 17-årige Henrik, vars mamma dör i cancer. Hans pappa faller tillbaka i sitt gamla alkoholmissbruk, och Henrik blir lämnad ensam med sina två småsyskon Oliver och Johanna. Henrik försöker så gott han kan med att hålla ihop familjen efter mammans bortgång. Men pappan försvinner gång på gång och Henrik får själv ta ansvar för både sig själv, Oliver och Johanna. Pengarna tar slut och Henrik, Johanna och Oliver blir tvungna att flytta från lägenheten de bor i och bli fosterbarn. 

## Rollista (urval)
- Linus James Nilsson – Henrik
- Rolf Lassgård – Göran
- Noomi Rapace – Elvira
- Moraea Myrgren-Johansson – Johanna
- Matias Bergsten – Oliver
- Carina Johansson – Maria
- Linus Werth, Petar Vuletic – Henriks Kompisar
- Kenneth Milldoff – Gunnar
- Kerstin Andersson – socialkvinna
- Alexander Karim – Kamal Musa
- Gustaf Hammarsten – fosterpappa
- Katarina Lundgren-Hugg – fostermamma